# Easton, Pennsylvania
Easton là một thành phố thuộc quận Northampton, tiểu bang Pennsylvania, Hoa Kỳ. Năm 2010, dân số của xã này là 26800 người.